# 帝國鷹 (法國)

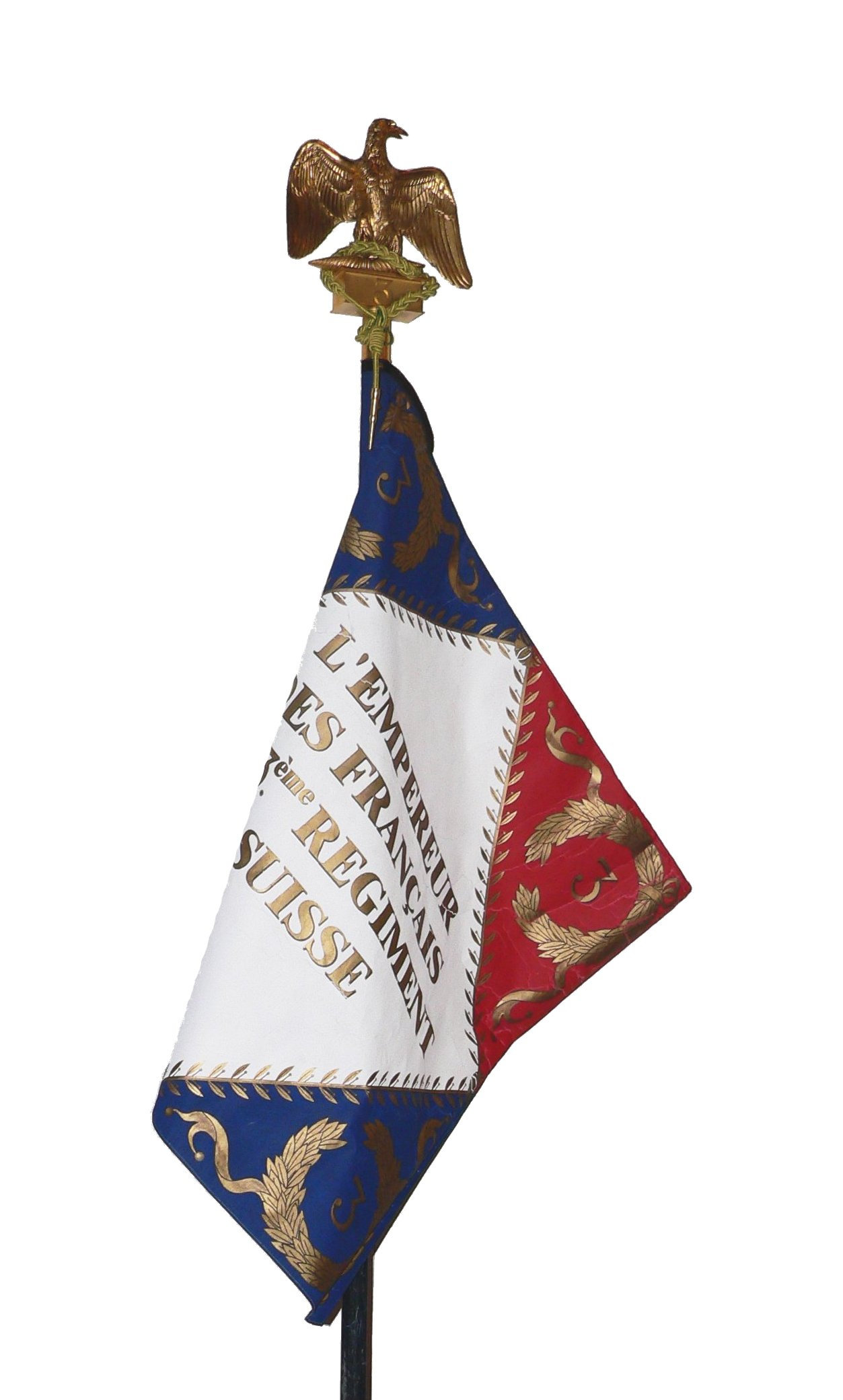
法國帝國之鷹

帝國鷹（法語：Aigle de drapeau）是拿破崙戰爭期間，拿破崙大軍團所持的旗桿上的鷹形塑像。

## 歷史
1804年12月5日，拿破崙加冕第三天，提出了以羅馬軍團的鷹旗為參考製作的新旗幟，作為法國各部軍團的識別目標及準則，目的在軍隊中建立起自豪和忠誠度，這些軍隊將成為拿破崙新帝國政權的支柱。

## 再現
原始設計由Antoine-Denis Chaudet刻塑而成，在Pierre-Philippe Thomire的工坊鑄造了複製品，第一隻的塑像於1804年12月5日出現。